# Paris-Amiens
Paris-Amiens est une ancienne course cycliste française, organisée de 1896 à 1938 entre la Capitale et la ville d'Amiens dans le département de la Somme. 

## Palmarès
| Année | Vainqueur        | Deuxième       | Troisième                    |
| ----- | ---------------- | -------------- | ---------------------------- |
| 1896  | Pierre Charlin   | Dulac          | Oskar Walther von Palmenberg |
| 1900  | Claude Chapperon |                |                              |
| 1901  | Claude Chapperon |                |                              |
| 1903  |                  | René Pottier   |                              |
| 1904  | Gustave Garrigou | René Pottier   |                              |
| 1905  | Gustave Garrigou | Octave Lapize  | François Bonnet              |
| 1906  | André Pottier    |                |                              |
| 1907  | André Pottier    | Marcel Berthet |                              |
| 1908  | Wirth            |                |                              |
| 1912  |                  |                | Charles Juseret              |
| 1923  | Antonin Magne    |                |                              |
| 1925  | Julien Goujon    |                |                              |
| 1926  | Julien Goujon    |                |                              |
| 1927  |                  |                | Julien Goujon                |
| 1928  |                  | Julien Goujon  |                              |
| 1932  |                  |                | Georges Naisse               |
| 1934  | Maurits Oplinus  |                |                              |
| 1935  | Michel Catteeuw  | Hendrickx      | Julien Goujon                |
| 1938  | Armand Le Moal   |                |                              |